# Istituto per sordi (Messina)
L'Istituto per sordi era una scuola per sordi di Messina. La scuola fu fondata da Angelo Paino il 27 ottobre del 1950, e si trova a Boccetta, a Messina, a pochi passi dal Sacrario di Cristo Re.